# 曹暠
曹暠（15世紀—16世紀），字元潔，南直隸蘇州府吳縣人，明朝政治人物。

## 生平
曹暠是成化七年（1471年）辛卯科應天鄉試舉人，二十年（1484年）甲辰科三甲第三十七名進士，授撫州推官，審訊總查清訴訟雙方情實，冤獄得以平反，誣訐風氣平息，人們安居樂業，正德三年（1508年）陞雲南按察司僉事。

## 引用
1. 1 2  民國《吳縣志·卷六十六上·列傳三》：曹暠，字元潔，成化進士，撫州推官，每訊鞫必使兩造各得其情，冤獄賴以平反，良善得安業。 《江西通志》，按乾隆志選舉，成化甲辰進士曹暠，雲南僉事
2. ↑  民國《吳縣志·卷十·選舉表二》：舉人……憲宗成化……七年辛卯科 （吳縣）……曹暠 元潔，乾隆府志作原潔，見進士，有傳
3. ↑  光緒《撫州府志·卷三十九·名宦一》：曹暠，字元潔，長洲【吳縣】人，成化間任推官，訊獄不厲詞色，兩造皆得輸其情，誣訐之風頓息。
4. ↑  光緒《蘇州府志·卷七十九·人物六》：曹暠，字元潔，成化進士，撫州推官，每訊鞫必使兩造各得其情，冤獄賴以平反，良善得安業。 《江西通志》，按乾隆志選舉，成化甲辰進士曹暠，雲南僉事
5. ↑  《明武宗毅皇帝實錄·卷四十四》：（正德三年十一月壬子）陞建寧府同知胡瑛、池州府同知劉宗儒、撫州府同知【推官】曹暠為按察司僉事，瑛廣西、宗儒山西、暠雲南。